# Mohamed Youssouf Batio
Mohamed Youssouf Batio (28 novembre 1998) è un calciatore gibutiano, difensore del Guelleh Batal e della Nazionale gibutiana.

## Carriera

### Club
Nel 2015 firma un contratto con il Port.

### Nazionale
Debutta in Nazionale il 24 marzo 2016, in Gibuti-Liberia.